# Johannes Krafft (Rechenmeister)
Johannes Krafft († 1620) aus Ravensburg wurde 1581 vom Rat in Memmingen zum „Teutschen Schul-Modisten und Rechenmeister“ verpflichtet. 
Er bewarb sich in Ulm mit einer hölzernen Tafel altarähnlichen Formats.
1597 war er an der von Conrad Marchtaler begründeten Ulmer Rechenschule. Er verfasste mehrere Lehrbücher, die sehr verbreitet waren.
Zu seinen Schülern zählte Johannes Faulhaber. Mit diesem war er 1618 in den Ulmer Kometenstreit verwickelt. 

## Veröffentlichungen
- Ein neuwes und wolgegründtes Rechenbuch von mancherley Kauffmanns Händel durch die welsche Practick: mit mancherley Müntzsorten practiciert und auffgelösst, neben Erfindung alle Extractiones Radicis zusuchen und behend zu erlernen : dergleichen dieselbigen noch niemaln im Truck gesehen worden; 1591
- Neues und wohlgegründetes Rechenbüchlein, Ulm, 1614

## Belege, Anmerkungen
1. ↑   Carl Wehmer: Schreibmeister von einst
2. ↑   Die kunstvolle Tafel des Johann Krafft befand sich an einem der südlichen Pfeiler des Kirchenschiffes.